# FK Karvan Yevlax
FK Karvan Yevlax este un club de fotbal din Yevlakh, Azerbaidjan care evoluează în Yuksak Liga.

## Karvan Yevlax în Europa
| Competiție          | Meciuri | V | E | Î | Gm | Gp |
| ------------------- | ------- | - | - | - | -- | -- |
| Cupa UEFA           | 4       | 2 | 1 | 1 | 2  | 2  |
| Cupa UEFA Intertoto | 2       | - | - | 2 | 1  | 4  |

## Lotul actual de jucători
| Nr. |             | Poziție | Jucător                |
| --- | ----------- | ------- | ---------------------- |
| 1   | Azerbaidjan | P       | Elchin Jafarov         |
| 12  | Azerbaidjan | P       | Sahil Kerimov          |
| 5   | Azerbaidjan | F       | Ramin Tanriverdiyev    |
| 24  | Georgia     | F       | Lekso İntskirveli      |
| 3   | Azerbaidjan | F       | İlham Yadullayev       |
| 27  | Azerbaidjan | F       | Rəshad Muradov         |
| 13  | Azerbaidjan | M       | Elnur Mamedov          |
| 22  | Azerbaidjan | M       | Marcos Ferreira Xavier |
| 6   | Azerbaidjan | M       | Emil Guseynov          |
| 19  | Azerbaidjan | M       | Matlab Mammadov        |
| 34  | Azerbaidjan | M       | Javad Mirzaev          |
| 8   | Azerbaidjan | M       | Mübariz Orucov         |

| Nr. |                  | Poziție | Jucător            |
| --- | ---------------- | ------- | ------------------ |
| 17  | Azerbaidjan      | M       | Eldar Guseynov     |
| 28  | Azerbaidjan      | M       | Aziz Guliyev       |
| 14  | Turkmenistan     | M       | Mekan Nasirov      |
| 7   | Georgia          | M       | Gocha Trapaidze    |
| 88  | Turkmenistan     | M       | Mamedali Karadanov |
| 9   | Azerbaidjan      | A       | Samir Abdulov      |
| 35  | Georgia          | A       | Roman Akhalkatsi   |
| 10  | Azerbaidjan      | A       | Elnur İmamquliyev  |
| 55  | Azerbaidjan      | A       | Orkhan Mamedov     |
| 11  | Coasta de Fildeș | A       | Suleyman Camara    |
| 15  | Azerbaidjan      | A       | Javid Rahimov      |
| 20  | Azerbaidjan      | A       | Zaur Mamedov       |